# Buchdorf
Buchdorf là một đô thị ở huyện Donau-Ries trong bang Bayern nước Đức. Đô thị Buchdorf có diện tích 16,8 km².